# Óriás-halászbagoly
Az óriás-halászbagoly (Bubo blakistoni) a madarak osztályának bagolyalakúak (Strigiformes) rendjébe és a bagolyfélék (Strigidae) családjába tartozó faj.

## Rendszerezése
A fajt Henry Seebohm angol ornitológus írta le 1831-ben. Sorolták a Ketupa nembe Ketupa blakistoni néven is.

## Alfajai
- Bubo blakistoni blakistoni (Seebohm, 1884) - Szahalin, a Kuril-szigetek és Japán
- Bubo blakistoni doerriesi (Seebohm, 1895) - Kína északkeleti része és Szibéria délkeleti része [2]

## Előfordulás
Japán, Oroszország és Kína területén honos. Természetes élőhelyei a szubtrópusi és trópusi síkvidéki esőerdők, mocsarak, tavak, folyók és patakok környékén. Állandó, nem vonuló faj.

## Megjelenése
Az óriás halászbagoly az egyik legnagyobb bagoly a világon. Testhossza 72 centiméter, szárnyfesztávolsága 180-190 centiméter, testtömege 3000-3700 gramm.
|  |  |

## Életmódja
Ez a nagy testű ragadozó "szoborként" ül a víz közelében arra várva, hogy egy nagy hal közeledjen, majd hirtelen lecsap karmaival. A vadászatnak ez a módja türelmet igényel. Az éhes bagolynak olykor négy órát vagy többet kell várnia egyetlen zsákmányszerzési lehetőségre. Táplálékai főként halak, de kétéltűeket, hüllőket és emlősöket is fogyaszt.
Mint sok más bagoly, ez a faj is összehangoltan rikoltozik párjával. Ketten együtt hosszas, reszkető "húú-húú" hangot adnak ki, mely átjárja az erdőt.

## Természetvédelmi helyzete
Az elterjedési területe még nagyon nagy, de gyorsan csökken, egyedszáma 1000-2499 példány közötti és szintén csökken. A Természetvédelmi Világszövetség Vörös listáján veszélyeztetett fajként szerepel.